# Rádio Capital (São Luís)
Rádio Capital é uma emissora de rádio brasileira sediada em São Luís, capital do estado do Maranhão. Opera no dial AM, na frequência 1180 kHz, e pertence ao Grupo Rocha, do político e empresário Roberto Rocha. Seus estúdios ficam no Marcus Center, no bairro do Renascença, e seus transmissores ficavam no bairro do Parque Timbira até 2017, quando a área foi invadida e transformada numa ocupação irregular, ao passo que os equipamentos foram roubados e a torre de transmissão derrubada por manifestantes que não eram fãs do Programa Capital Brega Light, tirando a emissora do ar desde então.

## História

### Rádio Ribamar (1947-1995)
A emissora foi fundada em 1947, com o nome de Rádio Ribamar, por Gérson Tavares e Ribamar Pinheiro, este último ex-diretor da Rádio Timbira. A emissora na época, era conhecida pelos seus programas jornalísticos e de prestação de serviços, além dos grandes locutores, como José Branco, Lauro Leite e Raimundo Filho. Nos anos 60, a Ribamar passou a competir diretamente com a Rádio Difusora no quesito de programação jornalística.

### Rádio Capital (1995-presente)
Em 1995, a administração da Rádio Ribamar passou a ficar a cargo de Luiz Rocha, e Vieira da Silva deixou a sociedade. Após assumir o comando da emissora, Rocha mudou o seu nome para Rádio Capital, o que aconteceu em 15 de julho do mesmo ano. A então deixou a sede do Grupo Cidade no Parque do Bom Menino e foi para o recém-inaugurado Marcus Center, no bairro do Renascença. Em seus primeiros anos, a emissora arrendou parte de sua programação para programas independentes e para a Igreja Pentecostal Deus é Amor, o que permitiu uma renda extra para a emissora trocar alguns equipamentos velhos e sucateados por novos, garantindo uma melhoria no sinal e no som da emissora.
Em 2011, a rádio deixou de operar 24 horas por dia, passando a encerrar sua programação à meia-noite e retornar às 4h30 da manhã. Em 22 de agosto de 2013, a torre de transmissão da emissora, localizada no bairro do Parque Timbira, caiu após um trator fazer uma manobra irregular durante uma terraplenagem que fazia no terreno onde ficam os transmissores da emissora. Ao fazer a manobra, o trator acertou um dos cabos de sustentação da torre, que entrou em colapso e partiu-se. Com o incidente, a emissora acabou saindo do ar por cerca de um mês.
Em 2015, a emissora começou a arrendar boa parte da sua programação para programas independentes, reduzindo drasticamente sua folha de pagamento em razão de uma grande crise financeira, mantendo apenas os operadores de áudio e os operadores de transmissão como funcionários. Em 24 de setembro de 2015, a rádio interrompeu suas transmissões por volta das 16h após a CEMAR interromper o fornecimento de energia elétrica devido a atrasos no pagamento, voltando ao ar apenas 73 dias depois, em 5 de dezembro.
Em 1.º de fevereiro de 2016, os funcionários da emissora paralisaram suas atividades e entraram com uma ação no Ministério Público do Trabalho para receber os salários, que já estavam atrasados desde novembro do ano passado, e a programação ficou novamente interrompida, tendo apenas a execução de músicas. Em 4 de abril, após novos atrasos, os funcionários entram novamente em greve e suspendem a veiculação dos programas da emissora, que mais uma vez passa a executar músicas. A programação se normalizou novamente meses depois.
Em 25 de outubro de 2017, o parque de transmissão da Rádio Capital no Parque Timbira foi ocupado por cerca de 30 invasores de terra armados com facas e pedras. A torre de transmissão foi derrubada, tirando o sinal da emissora do ar. Os equipamentos de transmissão foram furtados, e a casa que abrigava os transmissores foi depredada, causando um prejuízo avaliado em R$ 200.000. A emissora entrou com uma ação de reintegração de posse para os invasores desocuparem o terreno. A Associação Brasileira de Emissoras de Rádio e Televisão repudiou a ação em nota oficial, afirmando que "é lamentável que pessoas, independentemente do seu propósito, venham a perpetrar atos de violência em detrimento da integridade patrimonial de uma concessionária de serviço público".
Após o ocorrido, a Rádio Difusora passou a disponibilizar faixas da sua programação para algumas atrações transmitidas pela Rádio Capital a partir de 14 de novembro. Em 13 de setembro de 2018, o Sistema Difusora de Comunicação também anunciou a doação do parque de transmissão da Rádio Difusora na Vila Nova, que deixaria de ser utilizado a partir da migração da emissora para o dial FM em 17 de setembro. Até hoje, a emissora se encontra fora do ar.